# Ustawa o Nowej Fundlandii
Ustawa o Nowej Fundlandii – An Act to confirm and give effect to Terms of Union agreed between Canada and Newfoundland lub w skrócie Newfoundland Act – ustawa uchwalona przez Parlament Kanady 23 marca 1949 r. i zatwierdzona przez króla Jerzego VI. Ustawa o Nowej Fundlandii uchwalała przystąpienie Nowej Fundlandii do Konfederacji Kanady oraz określała tego warunki. Ustawa weszła w życie 1 lipca 1949 r.
Ustawa zawierała 50 artykułów i załącznik określający granice okręgów wyborczych.
- Artykuł 1 i 2 – definiowały przedmiot Unii prowincji Kanady Nowej Fundlandii i Labradoru
- Artykuły 3 – postanawiał, iż w nowej prowincji mają obowiązywać wszystkie postanowienia Ustawy o Ameryce Brytyjskiej uchwalonej w 1867.
- Artykuły 4 do 6 – Ustalały reprezentacje prowincji w ilości siedmiu miejsc w senacie i sześciu deputowanych w Izbie Gmin. Pierwsze wybory parlamentarne mały być zwołane przez gubernatora porucznika.
- Artykuły 7 do 16 – definiowały oraz ustalały zasady działania rządu prowincjonalnego i Zgromadzenia Legislacyjnego Nowej Fundlandii i Labradoru.
- Artykuł 17 – ustalał system szkolny w prowincji
- Artykuł 18 do 22 zachowywały kontynuowanie praw do patentów, aktualnych zobowiązań finansowych wobec korony, znaków firmowych i specyficznych dla Nowej Fundlandii praw morskich i do połowów.
- Artykuł 23 do 29 – ustalały zależności finansowe pomiędzy prowincją a rządem federalnym, długów prowincjonalnych, ewentualnych nadwyżek budżetowych, subsydiów federalnych, federalnych podatków od sprzedaży oraz świadczeń wypłacanych w pierwszych dwunastu latach przynależności do Kanady.
- Artykuł 30 – ustalał uposażenie gubernatora porucznika
- Artykuł 31 – ustalał usługi, dotychczas leżące w gestii dominium, które odtąd miały stać się domeną rządu federalnego.
Należały do nich:
  - linie kolejowe, promowe i morskie
  - The Noewfoundland Hotel (jeśli takie miało być życzenie rządu prowincjonalnego)
  - poczta i telekomunikacja
  - lotnictwo cywilne
  - cła i podatki
  - obrona
  - ochrona wybrzeża
  - badania geologiczna
  - nawigacja
  - ratownictwo morskie
  - radio publiczne
- Artykuł 32 – zobowiązywał Kanadę do utrzymania wszystkich istniejących połączeń promowych
- Artykuł 33 – podawał listę elementów majątku dominium, które stawały się częścią majątku federalnego
- Artykuł 34 – podawał listę budynków publicznych, które miały być wspólną własnością prowincji i rządu federalnego
- Artykuł 35 – ustalał, że majątek ministerstwa robot publicznych pozostaje w rękach prowincji.
- Artykuł 36 – dodatkowe ustalenia dotyczące roli Kanady w robotach publicznych.
- Artykuł 37 – ustalał, iż bogactwa mineralne miały być własnością prowincji.
- Artykuł 38 – ustalał prawa weteranów wojennych
- Artykuł 39 – ustalał prawa i obowiązki pracowników administracji publicznej
- Artykuł 40 – ustalał zasady działania opieki społecznej i innych usług socjalnych
- Artykuł 41 – ustalał zasady działań ubezpieczenia dla bezrobotnych
- Artykuł 42 – ustalał zasady regulujące prawa i obowiązki grup zawodowych związanych z marynarką cywilną
- Artykuł 43 – nadawał kanadyjskie obywatelstwa wszystkim obywatela dominium Nowej Fundlandii.
- Artykuł 44 – zobowiązywał Kanadę do stworzenia odpowiedniego oddziału sił zbrojnych strzegącego prowincji
- Artykuł 45 – zobowiązywał Kanadę do przeprowadzania odpowiednich badań statystycznych na temat gospodarki, zasobów naturalnych, ludności itp.
- Artykuł 46 – zezwalał na dalszą produkcję i sprzedaż margaryny (Oleomargarine) w prowincji
- Artykuł 47 – ustalał poziom podatków od dochodów indywidualnych
- Artykuł 48 – stwierdzał, iż Statut Westminsterski miał odnosić się do nowej prowincji.
- Artykuł 49 – ustalał, że wszelkie zobowiązania w stosunku do dominium Nowej Fundlandii osób fizycznych i prawnych pozostają w mocy i zostają rozdzielone na zobowiązania wobec prowincji Nowej Fundlandii i Kanady, zgodnie z podziałem kompetencji.
- Artykuł 50 – ustalał zasady i harmonogram wprowadzania w życie niniejszej ustawy.

Pod dokumentem podpisali się:
Ze strony Kanady: Louis St. Laurent, Brooke Claxton.
Ze strony Nowej Fundlandii: Albert Walsh, Frederick Gordon Bradley, Philip Gruchy, John McVoy, Joseph Smallwood, Gordon Winter.
 Zapoznaj się z zastrzeżeniami dotyczącymi pojęć prawnych w Wikipedii.